# Aleja Jana Pawła II w Warszawie

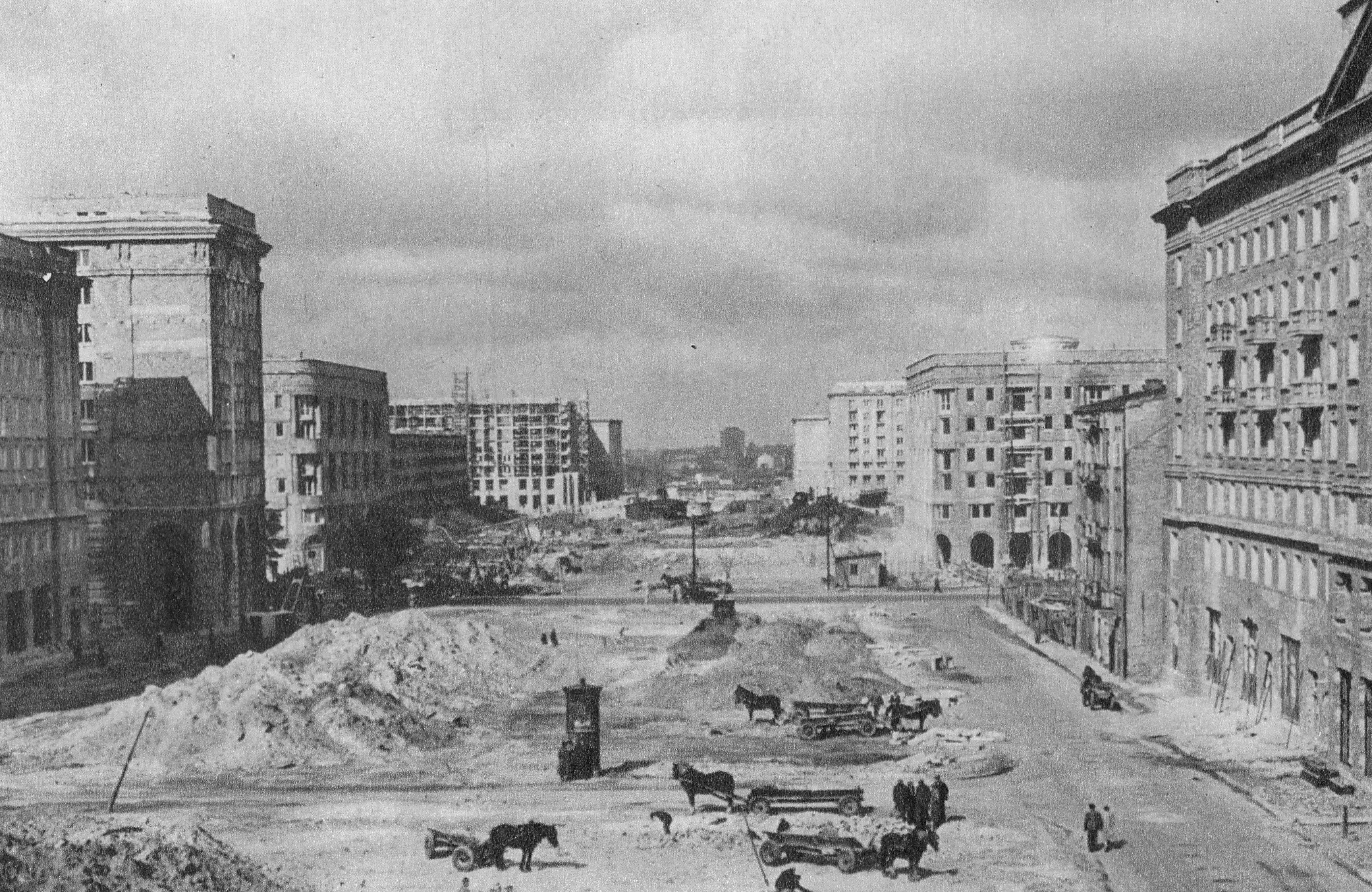
Budowa Trasy N-S w rejonie obecnego skrzyżowania z al. „Solidarności” ok. 1955

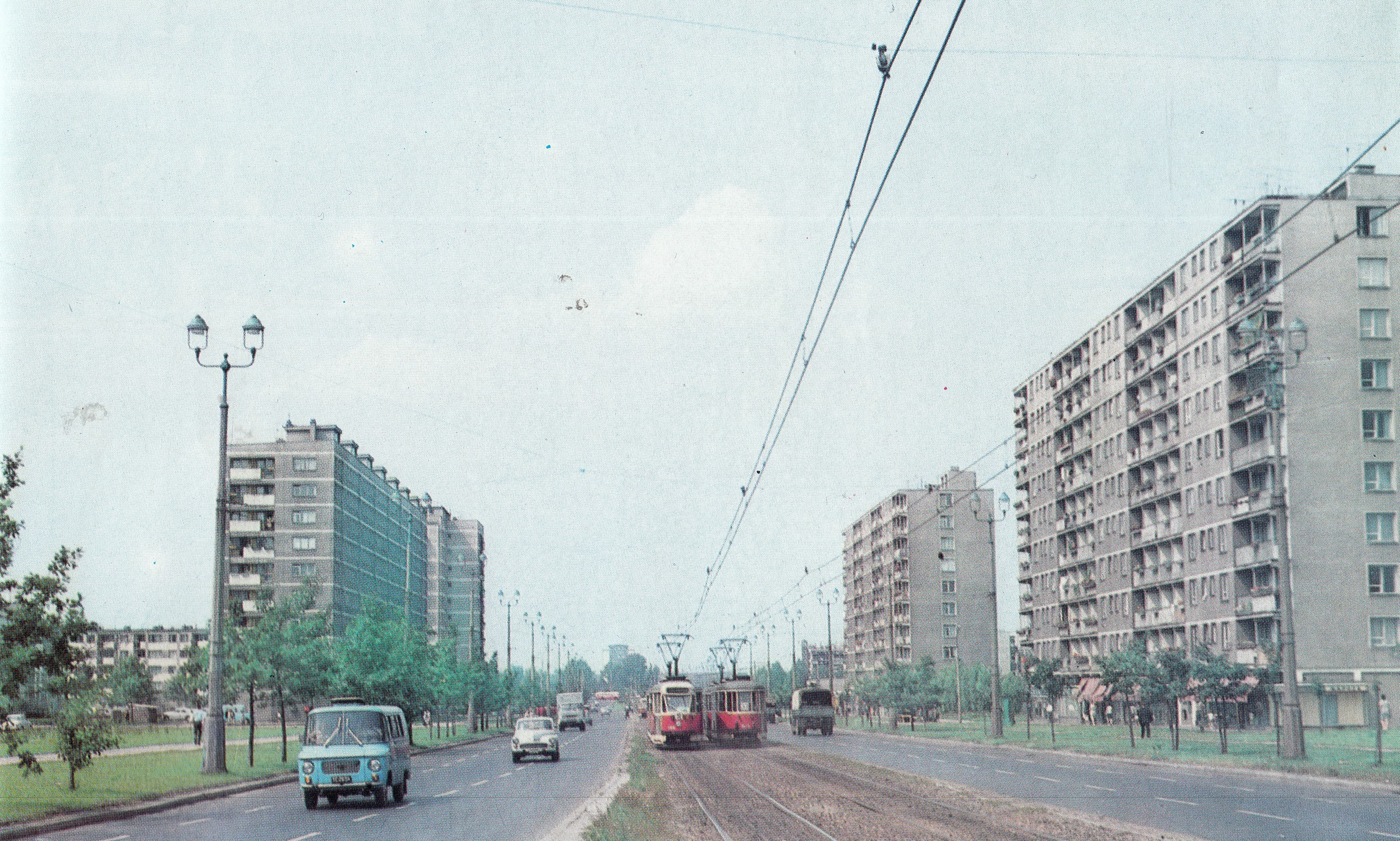
Ulica na wysokości ulic Anielewicza i Miłej w latach 70.

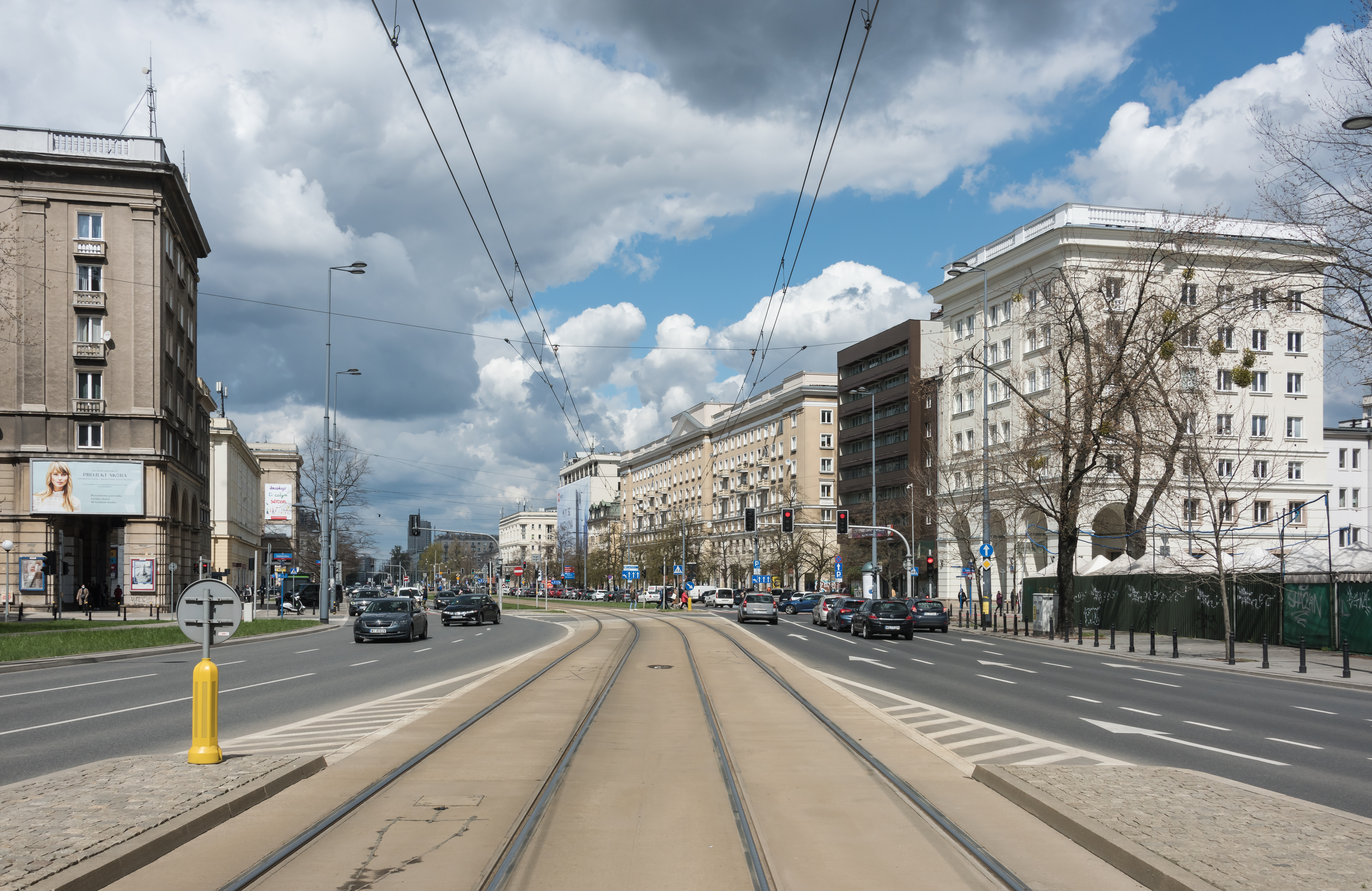
Aleja na wysokości Hal Mirowskich (2021)

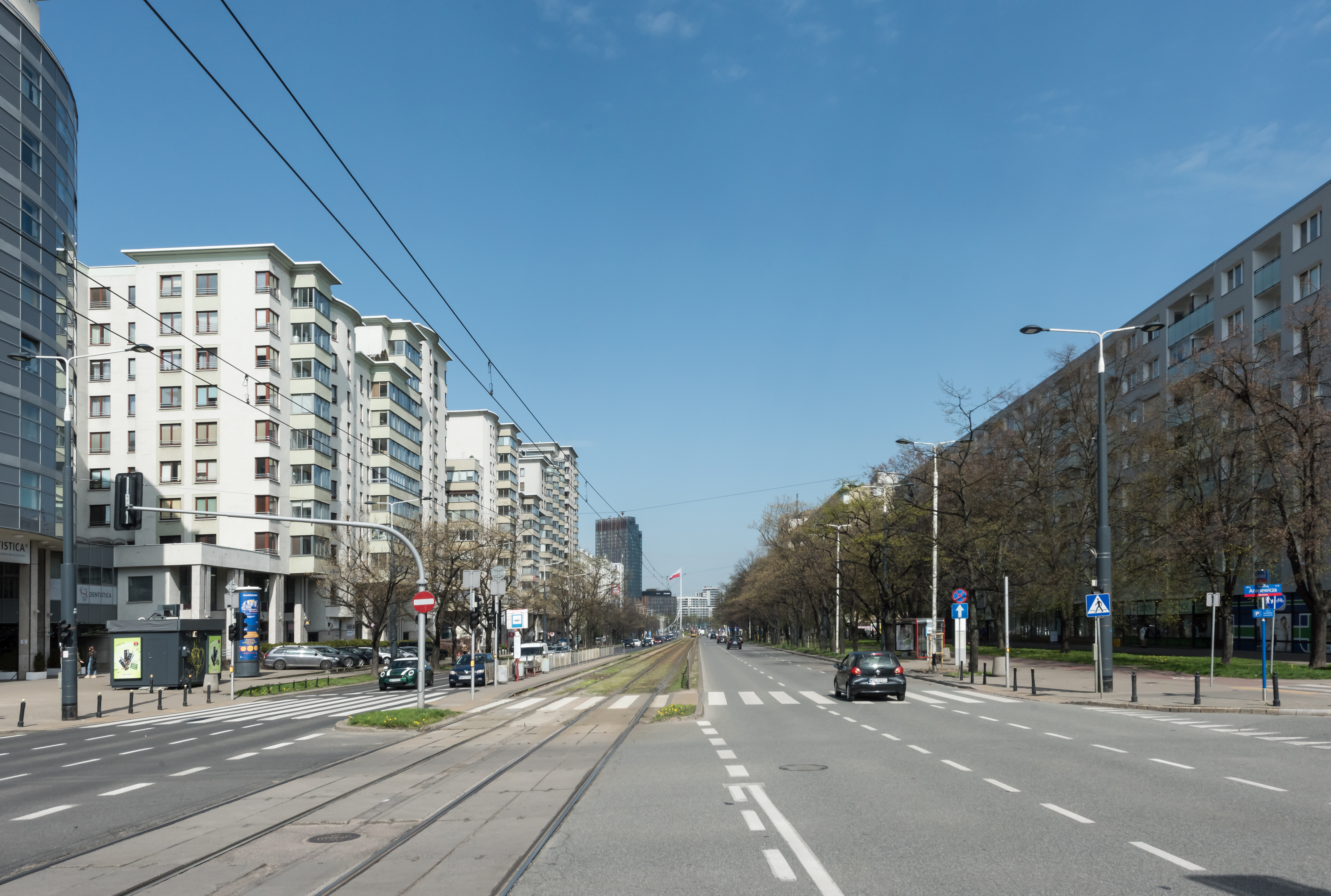
Aleja na wysokości ulicy Anielewicza (2023)

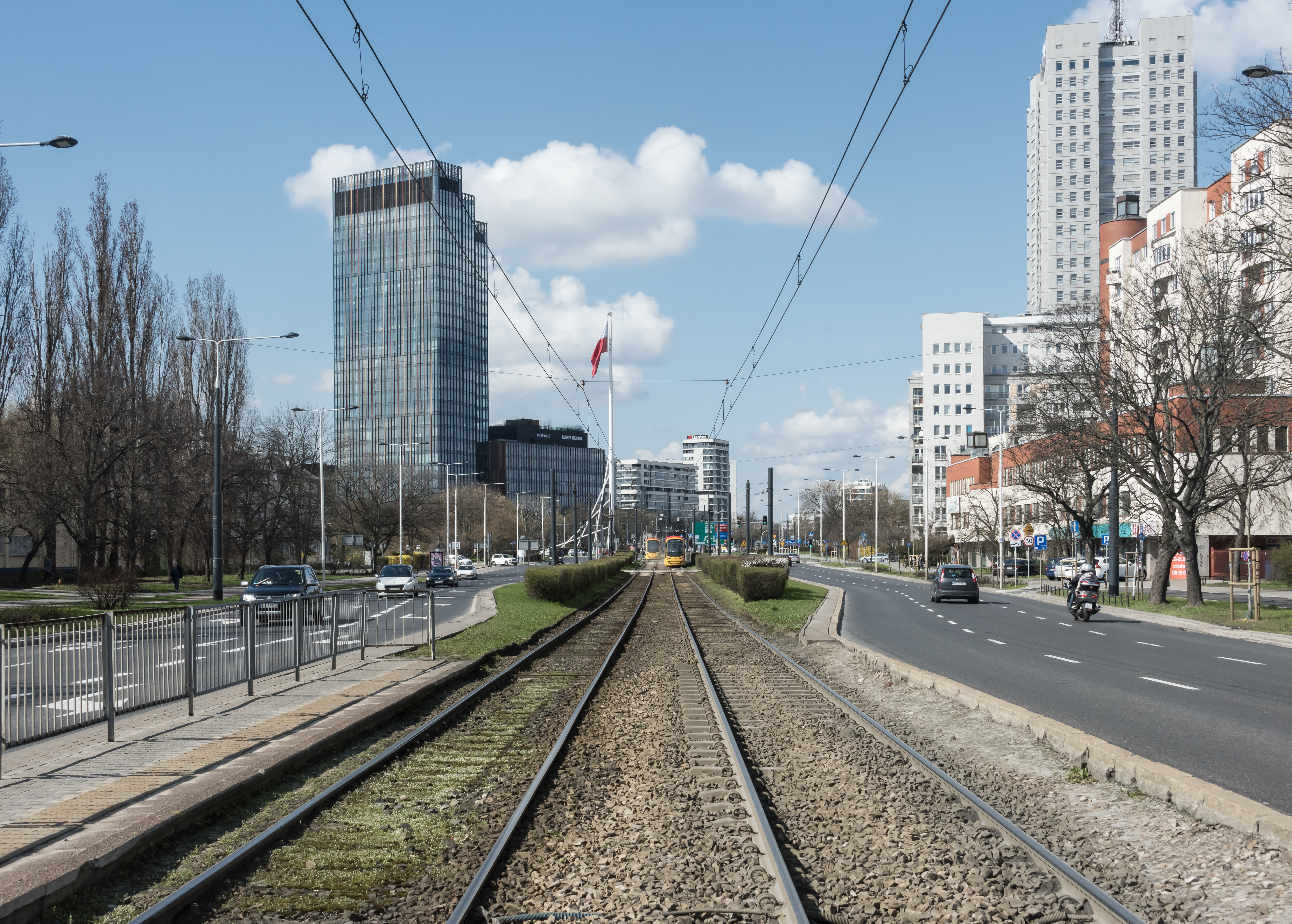
Ulica na wysokości ul. Dzikiej (2023)

Aleja Jana Pawła II – ulica w warszawskich dzielnicach: Wola, Śródmieście i Żoliborz, biegnąca od Alej Jerozolimskich do alei Wojska Polskiego.
Jest jedną z głównych arterii Warszawy prowadzących z południa na północ.

## Przebieg
Aleja jest przedłużeniem w kierunku północnym ul. Tytusa Chałubińskiego oraz ul. ks. Jerzego Popiełuszki w kierunku południowym. Na całej długości jest ulicą dwujezdniową, rozdzieloną pasem zieleni, w którym wyznaczone jest torowisko tramwajowe.
Wzdłuż całej długości alei znajduje się ścieżka rowerowa, biegnąca do ulicy Nowolipki po wschodniej, a od tej ulicy – po zachodniej stronie.

## Historia
Aleję projektowano już przed 1939, jednak prace nie rozpoczęły się przed II wojną światową, gdyż koszty wykupu terenów w jednym z najgęściej zaludnionych i zabudowanych przed wojną rejonów Warszawy były dla miasta zbyt wysokie.
Uchwałą Rady Narodowej m.st. Warszawy z dnia 19 grudnia 1949 nadano planowanej arterii na odcinku pomiędzy Alejami Jerozolimskimi a ul. Krajowej Rady Narodowej nazwę upamiętniającą Juliana Marchlewskiego. Przebijanie ulicy rozpoczęto od strony południowej. 21 stycznia 1952 oddano do użytku linię trolejbusową wzdłuż powstającej ulicy na odcinku pomiędzy skrzyżowaniami z Alejami Jerozolimskimi i ul. Sienną. Na skrzyżowaniu z ul. Sienną wykonano tymczasową pętlę. 9 listopada 1952, po wyburzeniu kolejnych domów znajdujących się na linii arterii, linię trolejbusową wydłużono do skrzyżowania z ul. Krajowej Rady Narodowej.
Ulica została wybudowana w latach 1955–1959 jako fragment trasy N-S (al. Niepodległości – ul. Tytusa Chałubińskiego – ul. J. Marchlewskiego – ul. Stołeczna). Została przeprowadzona przez tereny zniszczone w czasie powstania warszawskiego i gruzy dawnego warszawskiego getta. Pierwszy odcinek arterii od Alej Jerozolimskich do ul. Krajowej Rady Narodowej oddano do użytku w 1956. W 1955 na powstającej ulicy na wydzielonym torowisku ułożono tory tramwajowe, zaś 1 stycznia 1956 oddano do eksploatacji linię na odcinku pomiędzy skrzyżowaniami z Alejami Jerozolimskimi i ul. Stawki. 
Dalsze odcinki oddano do użytku w kolejnych trzech latach. 13 czerwca 1959 oddano do użytku ostatni odcinek ulicy od skrzyżowania z ul. Stawki, przez rondo Babka, wiadukt nad kolejową linią obwodową w pobliżu stacji Warszawa Gdańska do połączenia z ul. Stołeczną na placu Grunwaldzkim. Tego samego dnia uruchomiono obsługę nowego odcinka ulicy przez komunikację tramwajową i autobusową. 21 lipca 1959 oddano do użytku znajdujące się na rondzie Babka połączenie linii tramwajowej przebiegającej wzdłuż ulicy Juliana Marchlewskiego z nowymi liniami przebiegającymi ulicami Mariana Buczka i Okopową, przy czym odcinek linii na ul. Okopowej do skrzyżowania z ul. Powązkowską był eksploatowany wyłącznie jako techniczny do 20 listopada 1960, gdy uruchomiono na nim połączenia pasażerskie.
Uchwałą Rady Narodowej m.st. Warszawy z dnia 24 listopada 1961 nazwę ulica Juliana Marchlewskiego nadano odcinkowi arterii pomiędzy skrzyżowaniami z ulicami Krajowej Rady Narodowej i Mariana Buczka, znosząc jednocześnie przedwojenne nazwy ulic Solnej i Franciszka Ksawerego Druckiego-Lubeckiego.
W latach 1949–1960 między ulicami: Orlą, Świerczewskiego, Żelazną, Chłodną i Elektoralną zbudowano osiedle mieszkaniowe Mirów. W latach 1949–1967 tereny dawnego getta zabudowano osiedlami: Muranów Południowy, Muranów Północny i Muranów Zachodni. W latach 1965–1972 po obu stronach ulicy powstały 16-piętrowe bloki Osiedla Za Żelazną Bramą.
W październiku 1965 na skrzyżowaniu z ulicami Prostą i Świętokrzyską oddano do użytku rondo, któremu w 1986 nadano nazwę rondo ONZ.
W lipcu 1968 na skwerze przy Hali Mirowskiej odsłonięto pomnik Juliana Marchlewskiego.
W latach 1972–1976, w związku z budową Dworca Centralnego, pod skrzyżowaniem z Alejami Jerozolimskimi zbudowano system przejść podziemnych ze sklepami, a nad ulicą dwa wiadukty.
W 1989 w rekomendacjach miejskiej Komisji ds. Nazewnictwa Ulic znalazły się między innymi propozycje nazwania ciągu imieniem Janusza Korczaka lub Jana Pawła II. Obecną nazwę nadano uchwałami trzech warszawskich rad dzielnic-gmin: Warszawa-Wola z dnia 2 października 1990, Warszawa-Śródmieście z dnia z dnia 6 listopada 1990 oraz Warszawa-Żoliborz z dnia 6 października 1993. 
Rada m.st. Warszawy dokonała uchwałą z dnia 30 sierpnia 2012 korekty redakcyjnej nazwy żoliborskiego odcinka arterii z al. Jana Pawła II na aleja Jana Pawła II, zaś uchwałą z dnia 8 listopada 2012 skorygowała nazwę wolskiego odcinka arterii z aleja Jana Pawła II-go na aleja Jana Pawła II. Nazwa śródmiejskiego odcinka nie uległa zmianie. Korekty dokonane w 2012 doprowadziły do ujednolicenia nazwy arterii stosowanej we wszystkich trzech dzielnicach.
8 marca 2015 otwarto znajdującą się pod aleją stację linii M2 metra warszawskiego Rondo ONZ.
W 2020 na odcinku od ronda ONZ do ronda Czterdziestolatka ulica została zwężona z pięciu do trzech pasów ruchu, powstała tam również droga rowerowa i posadzono drzewa.

### Ulice w ciągu obecnej alei przed 1945
W swym przebiegu nowo powstała ulica częściowo wchłonęła trzy dawne ulice: Solną, Franciszka Ksawerego Druckiego-Lubeckiego oraz Parysowską.
- Ulica Solna – przeprowadzono ją jako krótką przecznicę około 1775; biegła od ul. Elektoralnej do ul. Leszno (obecnie: al. „Solidarności”). W ciągu dziesięciu lat jej istnienia otrzymała stosunkowo gęstą zabudowę, uzupełnianą w okresie XIX wieku. W okresie 1940–1942 znajdowała się w obrębie getta, cała zabudowa została spalona po upadku powstania warszawskiego. Ulicę Solną wymienia jeszcze spis ulic z 1955; w 1956 przestała istnieć w związku z wytyczeniem trasy N-S. Ocalałą zabudowę wyburzono, pozostawiając jedynie silnie przekształconą i obniżoną kamienicę Trachtenberga z 1913 (Solna 16, obecnie al. Jana Pawła II 38).
- Ulica Franciszka Ksawerego Druckiego-Lubeckiego, wcześniej Nowokarmelicka – powstała przed 1861, łączyła ulicę Gęsią (obecnie: ul. Anielewicza) z ul. Miłą. Zabudowywana po 1875 czynszówkami typu przedmiejskiego, zamieszkiwana przez biedotę żydowską. Od 1940 w obrębie getta, utraciła całą zabudowę po powstaniu 1943. Ostatecznie zlikwidowana wraz z budową trasy N-S.
- Ulica Parysowska – powstała w 1893, biegła od ul. Stawki do Dzikiej. Jednocześnie po zachodniej stronie ulicy wytyczono plac Parysowski w kształcie zbliżonym do trapezu. Nazwę nadano dla upamiętnienia jurydyki Parysowskiej, istniejącej tu od XVI wieku. Zabudowa ulicy powstawała od pierwszego dziesięciolecia XX wieku, z nasileniem przed wybuchem I wojny światowej. W okresie 1940–1942 znalazła się w obrębie getta, zabudowania zostały doszczętnie zniszczone podczas powstania 1943. Ulica i plac zostały ostatecznie zlikwidowane w 1961 po wytyczeniu końcowego odcinka Trasy N-S.

## Ważniejsze obiekty
- 21 Społeczne Liceum Ogólnokształcące im. Jerzego Grotowskiego
- Biurowiec Ilmet
- Biurowiec Q22
- Biurowiec Rondo 1
- Biurowiec Varso
- Centrum handlowe Westfield Arkadia
- Centrum handlowe Złote Tarasy
- Dworzec Centralny im. Stanisława Moniuszki
- Hala Mirowska
- Hotel Westin
- Maszt Wolności
- Muzeum Więzienia Pawiak
- Ogród Sprawiedliwych w Warszawie
- Osiedle Za Żelazną Bramą
- Park Mirowski
- Państwowy Fundusz Rehabilitacji Osób Niepełnosprawnych
- Plac Grunwaldzki
- Pomnik Feliksa Stamma
- PZU Tower
- Rondo Czterdziestolatka
- Rondo ONZ
- Rondo Zgrupowania AK "Radosław"
- Stacja metra Rondo ONZ
- Wieżowiec Babka Tower
- Zespół Szkół Poligraficznych im. Marszałka Józefa Piłsudskiego

## Upamiętnienia
- Głaz pamiątkowy z datą i godziną śmierci Jana Pawła II (przy skrzyżowaniu z Dzielną, po stronie wschodniej)[30]
- Mural Ludziom Alei „Solidarności”, dawnej Ulicy Leszno upamiętniający Bohdana Lacherta, Cypriana Kamila Norwida, Emanuela Ringelbluma, Marię Ajzensztadt i Bolesława Prusa[31].
- Mural upamiętniający Jana Himilsbacha i Zdzisława Maklakiewicza (pod wiaduktem przy al. Jana Pawła II,pomiędzy rondami im. J. Himilsbacha i Z. Maklakiewicza)[32]
- Pomnik granic getta (przy skrzyżowaniu z ul. Dziką, po stronie zachodniej)
- Płyta upamiętniająca więzienie Serbia[33]
- Tablica pamiątkowe Tchorka w Warszawie (na fasadzie Hali Mirowskiej)[34]
- Tablica upamiętniająca Szkołę Techniczną Kolejową Drogi Żelaznej Warszawsko-Wiedeńskiej (przy centrum handlowym Złote Tarasy)[35]
- Tablica upamiętniająca Xawerego Dunikowskiego[36].